# Pariser Platz
Pariser Platz (pol. plac Paryski) – kwadratowy plac o powierzchni około 1,5 hektara znajdujący się w centrum Berlina, w dzielnicy Mitte. Leży po wschodniej stronie Bramy Brandenburskiej i stanowi zakończenie alei Unter den Linden.

## Historia
Pariser Platz został wytyczony w latach 1732–1734 pod kierownictwem architekta Philippa Gerlacha jako część drugiej, barokowej rozbudowy Berlina zapoczątkowanej przez króla Fryderyka Wilhelma I. Pierwotnie nazywany był Viereck lub, po francusku Quarree, co oznacza „Kwadrat” – taki właśnie kształt miał ten plac. Wraz z utworzonymi w tym samym czasie placami: ośmiokątnym o nazwie Octogon (od 1814 roku zwany Leipziger Platz) i okrągłym o nazwie Rondell (od 1946 roku Mehringplatz) stanowił południowe ramy urbanistyczne miasta. W 1814 roku plac otrzymał na cześć zdobycia Paryża przez koalicję, w skład której wchodziły wojska pruskie nazwę Pariser Platz („Plac Paryski”).
Początkowo zabudowę placu stanowiły arystokratyczne rezydencje. Pod koniec XVIII wieku wybudowano przy nim będącą częścią muru celnego otaczającego ówcześnie miasto Bramę Brandenburską. Na przestrzeni XIX wieku plac poddawany był rozbudowie i przebudowie. W budynkach przy placu ulokowano wtedy takie instytucje, jak ambasada amerykańska, ambasada francuska, Akademia Sztuk Pięknych czy luksusowy Hotel Adlon. Posiadając takie struktury funkcjonalne Pariser Platz uchodził przed II wojną światową za jedno z najbardziej reprezentacyjnych miejsc Berlina.
Podczas bitwy o Berlin w 1945 roku wszystkie budynki przy placu uległy zniszczeniu. W późniejszych latach zostały prawie w całości wyburzone – zachowano tylko Bramę Brandenburską (została odbudowana w latach 1956–1957 z inicjatywy władz obydwu części Berlina) i tylną część siedziby Akademii Sztuk Pięknych. Po wybudowaniu Muru Berlińskiego w 1961 roku opustoszały teren Placu Paryskiego wraz z Bramą Brandenburską wszedł w skład strzeżonego obszaru granicznego dzielącego miasto.
Po upadku Muru Berlińskiego i zjednoczeniu Niemiec w 1990 roku rozpoczęła się debata nad kształtem i formą nowej zabudowy Pariser Platz. Ostro rywalizowały wtedy ze sobą dwa obozy architektów: zwolenników awangardy oraz konserwatywnych, klasycznych form. Na początku lat 90. Senat berliński zlecił wykonanie kilku ekspertyz, których celem było stworzenie merytorycznych podstaw do działań prawnych określających warunki zabudowy wielu kluczowych punktów Berlina, w tym Pariser Platz. Dwaj reprezentujący konserwatywny nurt architekci, Bruno Frierl i Walter Rolfes swoją ekspertyzę z 1993 roku oparli na przywróceniu placu do przedwojennej postaci pod kątem przestrzennym bez rekonstrukcji utraconych budynków i właśnie na podstawie tej ekspertyzy Senat berliński przyjął w 1996 roku odpowiednie rozporządzenie w sprawie planu zabudowy placu. Zatwierdzony plan zawierał szereg restrykcji dotyczących wysokości i stylistyki fasad budynków przy placu. Realizacja planu, czyli wykonanie nowej zabudowy Pariser Platz miała miejsce w latach 1997–2008. Nowe budynki pełnią te same funkcje, co te przedwojenne, czyli są siedzibami ambasad, Akademii Sztuk Pięknych, Hotelu Adlon, a także różnych przedsiębiorstw.

## Budynki przy Pariser Platz
Poniższa lista zawiera wszystkie budynki znajdujące się przy placu, wymienione w kierunku na lewo od Bramy Brandenburskiej:
- Brama Brandenburska
- Haus Sommer(inne języki), mieszczący berliński oddział Commerzbanku
- Ambasada Stanów Zjednoczonych
- budynek pod adresem Pariser Platz 3, mieszczący berliński oddział DZ Banku
- Akademia Sztuk Pięknych
- Hotel Adlon
- budynek pod adresem Pariser Platz 4a, mieszczący m.in. muzeum rodziny Kennedych
- Ambasada Francji
- Eugen-Gutmann-Haus, mieszczący berliński oddział Dresdner Banku
- Palais am Pariser Platz
- Haus Liebermann(inne języki)

Ponadto w okolicy placu znajdują się takie obiekty, jak:
- na północ: Budynek Reichstagu
- na południe: Pomnik Pomordowanych Żydów Europy
- na zachód: Pomnik Żołnierzy Radzieckich w Tiergarten
- na południowy wschód: Ambasada Wielkiej Brytanii przy Wilhelmstraße
- na wschód: ambasady: Rosji i Węgier przy Unter den Linden

## Transport
W pobliżu placu znajduje się podziemna stacja S-Bahn Brandenburger Tor. Sam plac jest zamknięty dla ruchu samochodowego, jednakże jego otoczenie jest obsługiwane przez lokalne linie autobusowe.